# Dichagyris kaszabi
Dichagyris kaszabi är en fjärilsart som beskrevs av Kovacs och Zoltan Varga 1973. Dichagyris kaszabi ingår i släktet Dichagyris och familjen nattflyn. Inga underarter finns listade i Catalogue of Life.